# Eike Kopf
Eike Robert Kopf (* 17. November 1940 in Bollstedt) ist ein marxistischer Philosoph und Marx-Engels-Forscher.

## Leben
Kopf stammt aus einer Landarbeiterfamilie. Er besuchte von 1947 bis 1955 die Grundschule in Bollstedt und anschließend bis 1961 die Oberschule in Mühlhausen/Thüringen, wo er das Abitur ablegte. Er war seit 1960 Mitglied der Sozialistischen Einheitspartei Deutschlands (SED). Von 1959 bis 1961 war er  Sekretär der Freien Deutschen Jugend an der Erweiterten Oberschule. Von 1961 bis 1966 studierte er der Philosophie, Ökonomie und Geschichte an der Karl-Marx-Universität Leipzig und der Friedrich-Schiller-Universität Jena (FSU). Er schloss das Studium als Diplom-Philosoph ab.
Von 1964 bis 1967 war er Assistent und Aspirant an der FSU Jena. Von 1965 bis 1967 war er auch Lehrer an der Erweiterten Oberschule Mühlhausen. 1967 wurde er an der FSU Jena mit einer Arbeit über die Wirkungsgeschichte des Kapital von Karl Marx in Deutschland bis 1872 zum Dr. phil. promoviert.
1967 bis 1969 arbeitete er als wissenschaftlicher Mitarbeiter für Philosophie am Pädagogischen Institut Mühlhausen und gründete dort die Forschungsgruppe Marx-Engels-Forschung, die ab 1978 an der Bearbeitung von Bänden der historisch-kritischen Marx-Engels-Gesamtausgabe (MEGA) mitwirkte. Diese Forschungsgruppe leitete er bis 2004. Von 1969 bis 1972 sowie von 1974 bis 1982 war Kopf Dozent für Philosophie an der Pädagogischen Hochschule (PH) Erfurt/Mühlhausen. Von 1969 bis 1972 war er ehrenamtlicher Sekretär der SED im Hochschulbereich Mühlhausen der PH Erfurt/Mühlhausen. Von 1972 bis 1974 war Kopf Hauptreferent für das Studium der Grundlagen des Marxismus-Leninismus an den Pädagogischen Hochschulen der Deutschen Demokratischen Republik in der Hauptabteilung Lehrerbildung des Ministeriums für Volksbildung der DDR in Berlin.
1974 erfolgte seine Habilitation an der PH Potsdam über die Wirkungsgeschichte des Kapital im letzten Drittel des 19. Jahrhunderts. Es folgte 1975 eine postgraduale Weiterbildung an der Lomonossow-Universität in Moskau bei T. I. Oiserman. Anschließend war er als Gastdozent für Philosophie im Staatlichen Pädagogischen Institut in Rjasan tätig.
1982 wurde er in Mühlhausen zum ordentlichen Professor für Philosophie berufen und nach der deutschen Wiedervereinigung 1990 entlassen.
Von 1992 bis 1994 war er als Bearbeiter der Marx-Engels-Gesamtausgabe (MEGA) in Berlin tätig, seit April 1994 als freier Mitarbeiter an der Berlin-Brandenburgischen Akademie der Wissenschaften für die MEGA. Es folgte eine Anpassungsfortbildung zum Firmen- und Verwaltungsassistenten.
Von 1997 bis März 2011 arbeitete er in der Marx-Engels-Abteilung des Büros für die Sammlung und Übersetzung der Werke von Marx, Engels, Lenin und Stalin beim Zentralkomitee der Kommunistischen Partei Chinas in Peking. Dort war er als ständiger Berater an der Bearbeitung von Bänden der zweiten chinesischen Ausgabe der Werke von Marx und Engels beteiligt, die auf der Grundlage der MEGA ediert werden und an der chinesischen Ausgabe ausgewählter Werke von Marx und Engels (10 Bände). Seit April 2006 ist Kopf Mitglied der Weltgesellschaft für Politische Ökonomie (WAPE).
Eike Kopf veröffentlichte 350 Arbeiten zur MEGA.
Eike Kopf war bis 1989 Mitglied der Sozialistischen Einheitspartei Deutschlands, danach einige Jahre Mitglied der 1990 noch in der DDR gegründeten Kommunistischen Partei Deutschlands und trat dann der Deutschen Kommunistischen Partei bei.